# Robert Cedric Sherriff
Robert Cedric Sherriff (Hampton Wick, 6 giugno 1896 – Esher, 13 novembre 1975) è stato uno scrittore e sceneggiatore inglese.

## Biografia
Esordì nel 1928 con Journey's End (Il grande viaggio), un dramma sugli anni della prima guerra mondiale nelle trincee inglesi in Francia. Per il cinema, oltre a film tratti dalle sue opere, Sherriff è stato, da solo o in collaborazione con altri, sceneggiatore efficace di una ventina di film. Autore garbato e in possesso di un vivo senso del teatro, Sherriff occupa un posto di primo piano nella letteratura drammatica inglese.

## Opere
- The Fortnight in September - Due settimane a settembre, del 1931.
- Journey's End - Il grande viaggio, del 1928[1].
- Badger's Green - Verdi prati, del 1930.
- Greengates - Nuove abitudini, del 1936.
- Saint Helena - Sant'Elena, del 1936, dramma sul crepuscolo di Napoleone.
- Miss Mabel, del 1948.
- Home at Seven - A casa per le sette, del 1950[2].
- The White Carnation - Il garofano bianco, del 1953.
- The Long Sunset - Il lungo tramonto, del 1955, che ripropone il dramma storico con una trama ambientata nella Britannia del secolo V.
- A Shred of Evidence - Brano di testimonianza, del 1960.

## Filmografia parziale
- What Love Will Do, regia di William K. Howard (1921)
- Miniera in fiamme (The Toilers), regia di Reginald Barker (1928)
- Journey's End, regia di James Whale - dal lavoro teatrale omonimo (1930)
- Die andere Seite, regia di Heinz Paul (1931)
- Il castello maledetto (The Old Dark House), regia di James Whale (1932)
- L'uomo invisibile (The Invisible Man), regia di James Whale (1933)
- One More River
- Badger's Green, regia di Adrian Brunel (1934)
- La moglie di Frankenstein (Bride of Frankenstein), regia di James Whale (1935)
- Windfall, regia di Frederick Hayward e George King (1935)
- La figlia di Dracula (Dracula's Daughter), regia di Lambert Hillyer (1936)
- The Road Back, regia di James Whale (1937)
- Tempesta sul Nilo (Storm Over the Nile), regia di Zoltán Korda e Terence Young (1955)
- 1918 - I giorni del coraggio (Journey's End), regia di Saul Dibb (2017)